# مناظره بین پرنده و ماهی
مناظره بین پرنده و ماهی یکی از اساطیر آفرینش سومری است.

## پیشینه
این اسطوره، مانند مناظره بین گوسفند و غله سرآغازی درباره آفرینش دارد.

## خلاصه
در متن تندخویی زیادی وجود دارد. گرچه فایده‌های بسیار ماهی و پرندگان برای انسان برشمارده می‌شود اما اکثر گفتگوی آنان به توهین به یکدیگر می‌گذرد. ماهی بدن مناسب و اندام ندارد، بدبو است. پرنده همه جا را کثیف می‌کند و مردم را با جیغ زدن خود آزار می‌دهد.
در بخش کوتاه میانی متن، ماهی لانه پرنده و تخم‌هایش را خراب می‌کند. پرنده با ربودن تخم ماهی از آب انتقام می‌گیرد. به دنبال بالا گرفتن رویدادها، طرفین تصمیم می‌گیرند رسما در شهر اریدوگ (شهر انکی خدایی که توجه وِیژه به محیط مرداب دارد) دادخواهی کنند. حکم نهایی را شولگی (پادشاه سلسله سوم اوریم) به نفع پرنده (احتمالا به خاطر خشونت ماهی) صادر می‌کند.

## متن
متن با حضور آن و انلیل و به دنبال آن، انکی شروع می‌شود.

## تفسیر
مناظره بین پرنده و ماهی با توضیح چگونگی پدید آمدن مرداب (ویژگی بخش جنوب بین‌النهرین) آغاز می‌شود. مرداب محیطی به مساحت چندین صد کیلومتر مربع با آبی شور و کم‌عمق است که به تالاب‌های گسترده و کانال‌های باریک با بسترهای پوشیده از نی (به عمق شش متر یا بیشتر) منتهی می‌شود. چنین محیطی نه فقط از نظر اقتصادی بسیار مهم است (پر از ماهی و ...) بلکه علاوه بر آن، تخیل ساکنان بین‌النهرین را بر می‌انگیخت: مکانی برای پنهان شدن فراری‌ها و روی دادن مواجهه جنسی مخفیانه (انلیل و نینلیل).
حکم نهایی به نفع پرنده، احتمالا به خاطر پرهای زینتی و آواز زیبای او برای خدایان و انسان‌ها (علاوه بر دلایل اقتصادی)  صادر شده‌است. اهمیت زیبایی در زندگی یکی از ویژگی‌های این متن است و خود متن نیز قالب خاصی دارد. در متن، مناظره با افسانه در هم آمیخته است. نسخه‌های کمی از متن  ترجمه شده است.  